# Бертникур
Бертникур (фр. Berthenicourt) насеље је и општина у североисточној Француској у региону Пикардија, у департману Ен (Пикардија) која припада префектури Сен Кентен.
По подацима из 2011. године у општини је живело 210 становника, а густина насељености је износила 68,4 становника/km². Општина се простире на површини од 3,07 km². Налази се на средњој надморској висини од 70 метара (максималној 108 m, а минималној 58 m).

## Демографија
| 1962. | 1968. | 1975. | 1982. | 1990. | 1999. | 2011. |
| ----- | ----- | ----- | ----- | ----- | ----- | ----- |
| 171   | 176   | 187   | 177   | 200   | 200   | 210   |

График промене броја становника у току последњих година